# Rodgers Kola
Rodgers Kola (Lusaka, 4 juli 1989) is een Zambiaanse voetballer. Hij is een aanvaller en staat sinds mei 2012 onder contract bij KAA Gent.

## Carrière
Kola speelde in zijn jeugd voor het bescheiden Edusport om dan naar grootmacht Zanaco FC te vertrekken. Hierna vertrok hij naar het Zuid-Afrikaanse Golden Arrows.
Daar bleef hij slechts één seizoen, in de zomer van 2009 vertrok de jonge aanvaller naar Hapoel Bnei Lod. Opnieuw bleef hij bij deze club maar één seizoen, hij maakte de overstap naar Hapoel Ironi Rishon LeZion. Hij deed zo zijn reputatie terug ere aan door, na een seizoen met 11 goals in 29 wedstrijden, over te stappen naar MS Ashdod. Daar speelde hij een goed seizoen, al bleven indrukwekkende statistieken met slechts 7 goals in 31 wedstrijden uit. Zijn prestaties werden opgemerkt door het Belgische KAA Gent, waar hij een contract voor 5 seizoenen tekende op 23 mei 2012.
Zijn debuut vierde Kola in de Europese wedstrijd tegen het Luxemburgse FC Differdange 03. Kola werd in de 71ste minuut vervangen door zijn spitsbroeder Shlomi Arbitman. De wedstrijd eindigde op een 0-1 eindoverwinning voor de Gentenaars. Een week later startte Kola ook in de return en wist toen zijn eerste goal te maken voor zijn nieuwe club. Op voorzet van Ibrahima Conté kopte Kola in de 75ste minuut de winning goal tegen de netten. De wedstrijd eindigde op een 3-2-overwinning.
In de gewonnen competitie wedstrijd tegen de buren van KSC Lokeren (2-1) kreeg Kola in de 21ste minuut rood na een drieste tackle op Laurens De Bock. De geschillencommissie van de Koninklijke Belgische Voetbalbond schorste Kola voor 12 weken. Gent ging in beroep op de beslissing. Op vrijdagmiddag 31 augustus 2012 werd het beroep in beraad geslagen. KAA Gent kreeg gelijk en de schorsing werd teruggebracht naar 8 weken.
Hij speelde reeds 14 wedstrijden voor Africa Cup-winnaar Zambia, waarin hij 3 keer tot scoren kwam.

## Statistieken[7]
| Seizoen         | Club            | Land                 | Competitie            | Competitie | Competitie | Beker | Beker | Internationaal | Internationaal | Totaal | Totaal |
| Seizoen         | Club            | Land                 | Competitie            | Wed.       | Dlp.       | Wed.  | Dlp.  | Wed.           | Dlp.           | Wed.   | Dlp.   |
| --------------- | --------------- | -------------------- | --------------------- | ---------- | ---------- | ----- | ----- | -------------- | -------------- | ------ | ------ |
| 2008/09         | Golden Arrows   | Vlag van Zuid-Afrika | Premier Soccer League | 10         | 1          | 0     | 0     | 0              | 0              | 10     | 1      |
| 2009/10         | Hapoel Bnei Lod | Vlag van Israël      | Ligat Ha'Al           | 14         | 1          | 0     | 0     | 0              | 0              | 14     | 1      |
| 2010/11         | Hapoel LeZion   | Vlag van Israël      | Ligat Ha'Al           | 29         | 11         | 0     | 0     | 0              | 0              | 29     | 11     |
| 2011/12         | MS Ashdod       | Vlag van Israël      | Ligat Ha'Al           | 33         | 7          | 0     | 0     | 0              | 0              | 33     | 7      |
| 2012/13         | KAA Gent        | Vlag van België      | Jupiler Pro League    | 11         | 2          | 1     | 0     | 3              | 1              | 15     | 3      |
| 2013/14         | KAA Gent        | Vlag van België      | Jupiler Pro League    | 11         | 0          | 1     | 0     | 0              | 0              | 12     | 0      |
| 2013/14         | →Shmona         | Vlag van Israël      | Ligat Ha'Al           | 9          | 1          | 0     | 0     | 0              | 0              | 9      | 1      |
| 2014/15         | →Shmona         | Vlag van Israël      | Ligat Ha'Al           | 31         | 10         | 0     | 0     | 2              | 1              | 33     | 11     |
| 2015/16         | →PAE Veria      | Vlag van Griekenland | Super League          | 18         | 1          | 4     | 0     | 0              | 0              | 22     | 1      |
| 2016/17         | →Hapoel Raanana | Vlag van Israël      | Ligat Ha'Al           | 14         | 0          | 1     | 0     | 0              | 0              | 15     | 0      |
| Carrière totaal | Carrière totaal | Carrière totaal      | Carrière totaal       | 180        | 34         | 7     | 0     | 5              | 2              | 192    | 36     |